# Ask.com
Ask, cunoscut anterior sub denumirea de Ask Jeeves, este un motor de căutare. A fost fondat în 1996 de Garrett Gruener și David Warthen în Berkeley, California. Nu este disponibil în limba română.
Software-ul original a fost implementat de Gary Chevsky din propriul design.Warthen, Chevsky, Justin Grant și alții au construit site-ul AskJeeves.com în baza motorului de bază. În perioada anilor 2000, numele "Jeeves" a fost abandonat și s-a concentrat pe motorul de căutare, cu propriul său algoritm. La sfârșitul anului 2010,din cauza concurenței insurmontabile din partea mai multe motoare de căutare populare, cum ar fi Google,compania a externalizat tehnologia de căutare web și a revenit la rădăcinile sale ca un site de întrebări și răspunsuri.